# Mihajlo Pupin
Mihajlo Idvorski Pupin (în sârbă Михајло Идворски Пупин; n. 9 octombrie 1858, Idvor, Banatul de Sud, Kovačica Municipality⁠(d), Južnobanatski upravni okrug, Serbia – d. 12 martie 1935, New York City, New York, SUA) a fost un fizician și fizico-chimist sârbo-american.
Mihajlo Pupin este cel mai cunoscut pentru invenția pupinizări – o metodă de îmbunătățire a transmisiei semnalelor telegrafice și telefonice pe cabluri lungi prin utilizarea bobinelor de inducție. De asemenea, a fost unul dintre fondatorii Comitetului Național Consultativ pentru Aeronautică (NACA), organizație precursoare a NASA.
A fost membru al Academiei Naționale de Științe a Statelor Unite (1905).

## Biografie
S-a născut în satul Idvor, într-o familie de țărani. A urmat studiile la școala primară din sat, continuându-le ulterior la liceul din Panciova. A participat activ la manifestații organizate de naționaliștii sârbi și a avut onoarea de a fi port-drapel într-o procesiune condusă de Svetozar Miletić. Sub presiunea autorităților austro-ungare, a fost nevoit să părăsească Panciova și să se mute la Praga pentru a-și continua studiile.. Aici, s-a întâlnit cu liderii naționaliști cehi Rieger și Palacký, implicându-se în acțiuni ale mișcării de eliberare națională cehă.
După moartea tatălui în 1874, a emigrat în Statele Unite ale Americii. În centrul de sortare al imigranților i s-a oferit o slujbă ca paznic de măgari. De-a lungul timpului, Mihajlo a lucrat ca muncitor în diverse domenii, inclusiv ca încărcător, vopsitor, miner și muncitor la o fabrică de dulciuri, însă tot timpul liber și-l dedica studiilor la biblioteca Institutului Cooper (Cooper Union), unde își continua aprofundarea cunoștințelor.
În 1879, a fost admis la Universitatea Columbia, unde s-a remarcat nu doar ca student, ci și ca un sportiv excepțional. În 1883, a absolvit cu distincție, obținând diploma de licență și dobândind cetățenia americană.
Pentru a-și continua studiile, a plecat în Europa. În Anglia, a studiat la Universitatea Cambridge. Teza sa de doctorat a fost susținută la Universitatea din Berlin sub îndrumarea lui Hermann von Helmholtz. În 1889, s-a întors la Colegiul Columbia pentru a deveni profesor de fizică la nou înființata catedră de inginerie electrică.

## Activitate de cercetare
Mihajlo Pupin a avut contribuții semnificative în două domenii principale: utilizarea timpurie a razelor X în medicină și îmbunătățirea telecomunicațiilor prin inovații tehnice. În decembrie 1895, aflând de descoperirea razelor X de cătreWilhelm Conrad Röntgen, Pupin a fost unul dintre primii care a experimentat cu această tehnologie. A folosit un tub de vid și un ecran fluorescent plasat deasupra plăcilor fotografice pentru a reduce timpul de expunere de la o oră la câteva secunde. Pe 2 ianuarie 1896, a realizat una dintre primele imagini radiografice medicale, captând o mână de pacient plină de gloanțe. Această imagine a facilitat chirurgilor extragerea proiectilelor, demonstrând utilitatea practică a razelor X în medicină.
Pupin a dezvoltat metoda pupinizării, fundamentată pe teoria lui Oliver Heaviside privind reducerea atenuării semnalelor în cablurile telegrafice și telefonice prin creșterea artificială a inductivității acestuia. Heaviside a propus utilizarea unor bobine suplimentare de inductivitate în acest scop. Mihajlo Pupin a reușit să calculeze câte bobine de inductivitate sunt necesare și ce intervale trebuie să existe între ele pe linia telefonică, bazându-se pe mecanica analitică a lui Lagrange. În 1894, studiind propagarea undelor într-un fir vibrator, el a observat că undele se disipă mai încet dacă sunt atârnate greutăți la intervale regulate pe fir, iar această descoperire a aplicat-o la linia telefonică.. În decembrie 1899, a depus cerere de brevet pentru această metodă, obținându-l în iunie 1900..

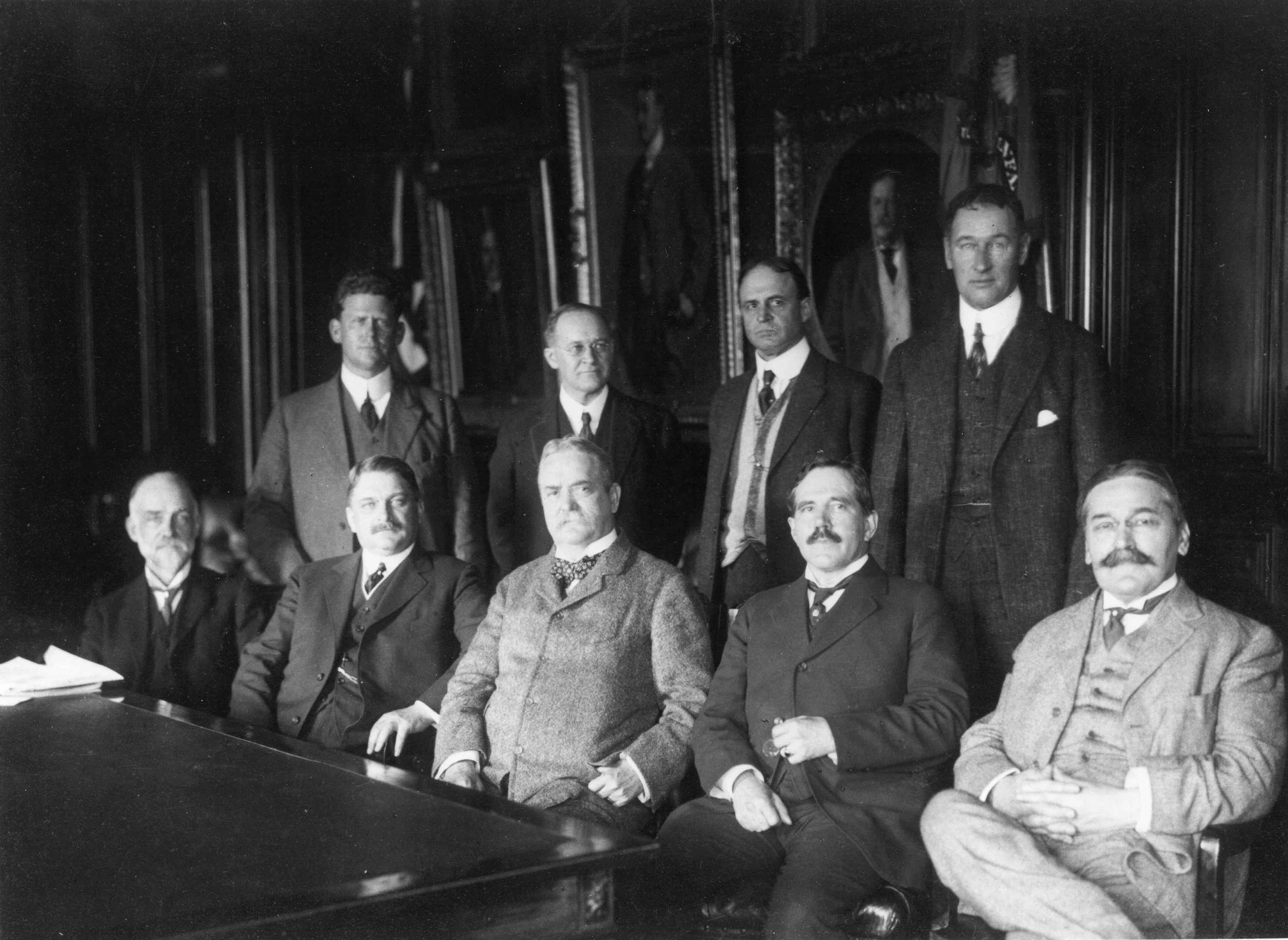
Prima întâlnire a NACA în 1915. Mihajlo Pupin, primul din dreapta

## Activitate socială și de caritate
În 1912, Mihajlo Pupin a fost numit consul al Regatului Serbiei la New York. În 1919, a participat la Conferința de pace de la Paris, unde contribuțiile sale în procesul de negociere au fost recunoscute și apreciate de prim-ministrul Regatului sârbo-croato-sloven Nikola Pašić. 
Pupin a jucat un rol esențial în mobilizarea sprijinului internațional pentru Serbia, în special în obținerea de ajutoare umanitare. Prin intermediul său, organizațiile caritabile americane au oferit asistență vitală orfanilor sârbi, care au rămas fără părinți în urma devastărilor Primului Război Mondial.

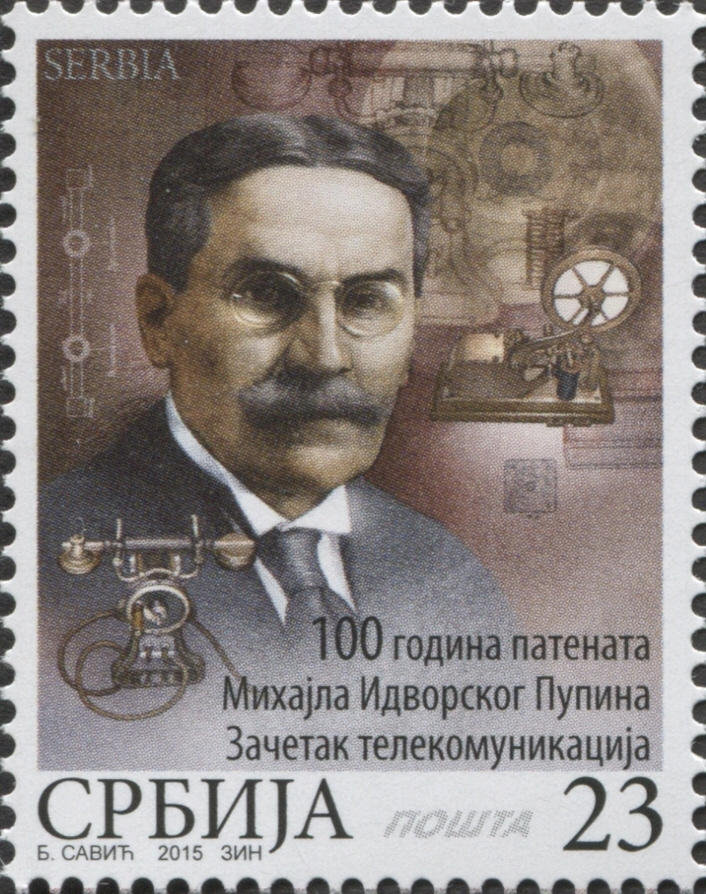
Marca poștală a Serbiei, la centenarul brevetului lui Mihajlo Pupin

## Publicații
Articol în revista The Independent (New York) din 13 iulie 1914, în care a analizat evenimentele premergătoare izbucnirii Primului Război Mondial Primului Război Mondial..

## Memorie
- În 1935, Uniunea Astronomică Internațională a denumit un crater de pe fața vizibilă a Lunii în cinstea sa – Craterul Pupin.
- În Belgrad, Institutul de Cercetare Mihajlo Pupin[14] îi poartă numele, fiind un centru de excelență în domeniul științei și tehnologiei.
- O stradă din Belgrad, Strada Mihajlo Pupin, este dedicată memoriei sale.